# Coelioxys pedregalensis
Coelioxys pedregalensis är en biart som beskrevs av Holmberg 1916. Coelioxys pedregalensis ingår i släktet kägelbin, och familjen buksamlarbin. Inga underarter finns listade i Catalogue of Life.